# 팔탄면
팔탄면(八灘面)은 경기도 화성시 중부에 위치하는 면이다. 면적은 50.94 km2이며, 2015년 8월 말 기준으로 인구는 10,505 명이다.

## 역사
- 조선시대 경기도 화성유수부 팔탄면·공향면(貢鄕面)
- 1895년 음력 윤5월 1일 인천부 수원군의 관할로 개편되었다.[2]
- 1896년 8월 4일 경기도 수원군의 관할로 개편되었다.[3]
- 1906년 팔탄면을 수원군에서 남양군으로 이관하였다.[4]
- 1914년 4월 1일 남양군 팔탄면·수원군 공향면을 경기도 수원군 팔탄면으로 통합하였다.[5] (16리)

| 조선총독부령 제111호 |                                                                                              |
| 구 행정구역          | 신 행정구역                                                                                  |
| 남양군 팔탄면        | 수원군 팔탄면 하저리, 기천리, 창곡리, 구장리, 가재리, 율암리, 노하리, 덕우리(德隅里), 지월리 |
| 수원군 공향면        | 수원군 팔탄면 해창리, 매곡리, 월문리, 화당리, 서근리, 덕우리(德右里), 고주리                 |
- 덕우리(德隅里)를 덕천리(德泉里)로 개칭하였다.
- 1949년 8월 14일 경기도 화성군 팔탄면[6]
- 2001년 3월 21일 경기도 화성시 팔탄면[7]

## 법정리
- 구장리(舊場里): 팔탄면 행정복지센터 소재지
- 가재리(佳才里)
- 고주리(古州里)
- 기천리(箕川里)
- 노하리(路下里)
- 덕천리(德泉里)
- 덕우리(德右里)
- 매곡리(梅谷里)
- 서근리(西斤里)
- 월문리(月門里)
- 율암리(栗岩里)
- 지월리(芝月里)
- 창곡리(昌谷里)
- 하저리(下楮里)
- 화당리(花塘里)
- 해창리(海倉里)

## 교육
- 팔탄초등학교 (구장리)
  - 대방분교 (노하리)
- 화성월문초등학교 (월문리)
- 한국폴리텍대학 화성캠퍼스

## 기업
- 한미약품 (하저리)
- 명인제약 (노하리)